# Sistema aerobico
Il sistema o meccanismo aerobico o ossidativo è uno dei tre sistemi energetici adoperati dal muscolo scheletrico per la produzione di Adenosin tri-fosfato (ATP), ovvero la molecola energetica necessaria per l'attività muscolare.
L'aerobico è il sistema energetico dalla maggiore resa, utilizzato nelle attività di durata che superano i 2/3 minuti. Il suo nome è dovuto alla richiesta di ossigeno (O2) per ossidare i substrati energetici (aerobico). I substrati utilizzati in questo sistema sono prevalentemente i lipidi (FFA; trigliceridi nel tessuto adiposo e intramuscolari, poi scissi in acidi grassi e glicerolo), i carboidrati endogeni rappresentati dal glicogeno stoccato nel muscolo scheletrico e nel fegato, che viene idrolizzato a glucosio, e il glucosio plasmatico. 

## Altri sistemi energetici
- Sistema anaerobico alattacido
- Sistema anaerobico lattacido

## Caratteristiche
- Potenza: più bassa (20 Kcal/min)
- Capacità: Alta (fino a 2000 Kcal)
- Latenza: Lenta (2-3 min)
- Ristoro: Molto lungo (36-48 ore)
- Fibra muscolare adatta: Fibra rossa o lenta (tipo I)
- Metabolismo: Aerobico
- Processi metabolici: Glicolisi aerobica; β-ossidazione; Ciclo di Krebs; Fosforilazione ossidativa; Catena di trasporto degli elettroni;
- Substrato energetico: Trigliceridi/Acidi grassi (basse e medie intensità); Glicogeno/Glucosio (medie e alte intensità); proteine/amminoacidi (lunga durata);
- Quantità di ATP: Elevata
- Depositi muscolari: Molto abbondanti (10/15 kg trigliceridi; 300/400 gr glicogeno muscolare; 70/100 gr glicogeno epatico)
- Autonomia energetica: da 2-3 min in poi (inizia ad attivarsi da circa 50 s di sforzo)
- Prestazione: Durata
- Impiego: Attività di durata e resistenza
- Sistema precedente: Anaerobico alattacido; Anaerobico lattacido
- Sistema successivo: Anaerobico lattacido; Anaerobico alattacido (ad alte intensità nell'esercizio di durata)

## Fisiologia
Il sistema energetico aerobico ha ricevuto molta attenzione per diversi anni. Il principale obiettivo delle attività aerobiche è quello di migliorare il fitness cardiovascolare, che significa in altre parole migliorare l'efficienza del processo di fosforilazione ossidativa. Questo sistema energetico sfrutta l'ossigeno per produrre l'ATP. Durante l'esercizio fisico, il sistema aerobico inizia ad intervenire sovrapponendosi al anaerobico lattacido in seguito all'esaurimento dei fosfageni muscolari (sistema anaerobico alattacido), e all'eccessivo accumulo di acido lattico a partire da poco dopo il minuto di attività. Al contrario del sistema anaerobico lattacido, quello aerobico riesce a riconvertire l'ADP in ATP eliminando le sostanze di scarto quali acqua (H2O) e anidride carbonica (CO2). Le fonti energetiche a lungo termine prevedono la produzione di ATP a partire dai vari combustibili, ma questo sistema richiede l'utilizzo di ossigeno (O2), quindi prende il nome di sistema aerobico. I combustibili principali includono il glicogeno muscolare, il glucosio ematico, gli acidi grassi liberi (FFA o NEFA) nel plasma, ed i trigliceridi intramuscolari (IMTG) e depositati nel tessuto adiposo. Queste molecole vengono scisse in maniera tale che possano trasferire l'energia dei loro legami chimici in un sito delle cellule in cui avviene la sintesi dell'ATP. La maggior parte di queste reazioni avviene nei mitocondri, dove viene utilizzato l'ossigeno.
carboidrati (CHO) + lipidi + ossigeno (O2) = ATP (ciclo di Krebs)
La riconversione da ADP ad ATP è strettamente collegata al consumo di ossigeno, il quale aumenta proporzionalmente all'intensità dello sforzo fino a raggiungere il massimo consumo di ossigeno (VO2max).
La produzione di ATP attraverso i meccanismi aerobici è più lenta rispetto a quella derivante dalle fonti di energia anaerobiche immediatamente disponibili, o disponibili a breve termine, e durante un lavoro submassimale potrebbero essere necessari 2 o 3 minuti prima che il fabbisogno di ATP della cellula venga coperto completamente dal processo energetico aerobico. Un motivo di tale rallentamento è il periodo di tempo necessario al cuore per aumentare il rifornimento di sangue arricchito di ossigeno ai muscoli, con la velocità richiesta per soddisfare le richieste di ATP degli stessi. In un lavoro muscolare che va dai 2 ai 3 minuti, circa il 50% proviene da fonti anaerobiche, ed il restante 50% da fonti aerobiche; mentre in uno sforzo della durata di 10 minuti, la componente anaerobica scende bruscamente al 15%. La modalità aerobica è potenzialmente in grado di rigenerare ATP in maniera infinita, nel caso di un'ipotetica costante disponibilità di lipidi e glicogeno.
Se comparato ai due sistemi anaerobici, il sistema aerobico della fosforilazione ossidativa è il meno potente. Le fonti aerobiche non possono produrre abbastanza ATP per secondo da permettere una prestazione ad alta intensità, come un'alzata massimale o uno sprint di 40 secondi. D'altra parte la fonte aerobica, grazie all'abbondanza di glicogeno e lipidi e l'assenza di sottoprodotti metabolici che possono ostacolare la prestazione, può teoricamente provvedere a fornire una quantità di ATP illimitata per un periodo di tempo molto lungo. Di conseguenza è il sistema energetico predominante nelle attività di lunga durata e bassa intensità. Inoltre il sistema aerobico fornisce una quantità moderata o elevata di ATP durante le attività ad alta intensità intervallate da periodi di recupero, o attività ad alta intensità che superano i 25 secondi circa, come l’Interval training o l'esercizio di endurance muscolare con sovraccarichi. Queste attività risultano in una grande elevazione dei livelli di lattato ematico da 15 a 22 mmol/L. In queste attività viene richiesto il contributo dei sistemi aerobico e anaerobico lattacido per produrre una significativa quantità di energia.

### I tre processi aerobici
La produzione di ATP mediante il sistema aerobico prevede tre processi. Il metabolismo aerobico dei carboidrati, cioè la glicolisi aerobica, ha inizio nello stesso modo della glicolisi anaerobica che caratterizza il metabolismo anaerobico lattacido. Tuttavia in questo caso, grazie alla sufficiente presenza di ossigeno, il piruvato non viene convertito in acido lattico ma entra in due lunghe serie di reazioni chimiche chiamate Ciclo di Krebs e Catena di trasporto degli elettroni. Questa serie di reazioni producono infine anidride carbonica che viene espirata dai polmoni, e acqua. L'acqua viene prodotta combinando le molecole di idrogeno con l'ossigeno che era stato originariamente introdotto nel corpo tramite i polmoni. Trentotto molecole di ATP possono essere prodotte dalla metabolizzazione delle molecole di glucosio.
Il metabolismo aerobico dei grassi non inizia con la glicolisi. I grassi passano attraverso una serie di reazioni chiamate β-ossidazione ed entrano direttamente nel Ciclo di Krebs. Il prodotto finale del metabolismo dei grassi è, similmente a quello dei carboidrati, acqua, anidride carbonica, e ATP.

#### Glicolisi
La glicolisi rappresenta la prima fase di degradazione del glucosio. Questa si divide in:
- Glicolisi anaerobica: si verifica nel citosol della cellula al di fuori dei mitocondri e senza ossigeno.
- Glicolisi aerobica: la seconda fase di degradazione del glucosio, che si verifica all'interno dei mitocondri e solo in presenza di ossigeno.

Il prodotto finale della glicolisi anaerobica è l'acido piruvico. Sia senza ossigeno che quando l'assorbimento di ossigeno è inferiore a quello richiesta, l'acido piruvico viene trasformato in acido lattico e quindi viene fermata la glicolisi. Solo 2 molecole di ATP sono il guadagno netto di energia dalla glicolisi anaerobica.
La Glicolisi aerobica si verifica solo se sono disponibili adeguati livelli di ossigeno. Infatti, l'ossigeno (attraverso diverse reazioni biochimiche) permette al piruvato di reagire con il Coenzima A, formando un composto denominato Acetil-CoA.

#### Ciclo di Krebs
L'Acetil-CoA entra nel ciclo di Krebs (o dell'acido citrico) all'interno dei mitocondri e, dalla combinazione con l'Acido ossalacetico generato dalla scissione dei carboidrati, si forma l'acido citrico. Questa reazione permette la completa ossidazione del Acetil-CoA generando 2 moli di ATP.
Una volta che il piruvato si combina col "Coenzima A" può entrare nel ciclo di Krebs come acetil-CoA, e quindi la molecola di glucosio viene completamente ossidata a carbonio (C) e idrogeno (H): il carbonio si combina con l'ossigeno (O2) per formare anidride carbonica (CO2) e attraverso il sangue raggiunge i polmoni da cui viene espulsa.

#### Fosforilazione ossidativa (OXPHOS) e Catena di trasporto degli elettroni (ETC)
La catena di trasporto degli elettroni è la parte iniziale della fosforilazione ossidativa. Gli ioni idrogeno (H+) formati dalla glicolisi e dal ciclo di Krebs vengono a formare una serie di reazioni chiamate "catena di trasporto degli elettroni" con la quale l'H+ si lega a due enzimi, il nicotinammide adenina dinucleotide (NAD) e il flavina adenina dinucleotide (FAD), diventando rispettivamente, dal legame con l'H+, NADH e FADH, i quali lo trasportano verso questa catena dove questo si lega con l'ossigeno (O2) per formare acqua (H2O) prevenendo in tal modo l'acidificazione dell'ambiente cellulare. Alla fine di questo processo il sistema fornisce 34 moli di ATP.
Alla fine di queste tre tappe il sistema aerobico fornisce 38 ATP.

### Liberazione e ossidazione dei lipidi: lipolisi e β-ossidazione
Le riserve di lipidi sono stoccate principalmente all'interno delle cellule del tessuto adiposo (adipociti) e del tessuto muscolare scheletrico (miociti) sotto forma di trigliceridi, molecole composte da una molecola di glicerolo e 3 molecole di acidi grassi (FA). Per poter essere utilizzato a fini energetici un trigliceride deve essere scomposto nei suoi componenti di base, cioè 1 glicerolo e 3 acidi grassi. Questo processo prende il nome di lipolisi. Gli acidi grassi staccati dal trigliceride vengono chiamati acidi grassi liberi (FFA o NEFA). Gli FFA vengono trasportati in tutto il corpo tramite il circolo sanguigno raggiungendo le cellule muscolari in attività aerobica. Dal loro utilizzo vengono trasformati in Acetil-CoA. Arrivati a questo punto il metabolismo lipidico segue quello glucidico: l'Acetil-CoA entra nel ciclo di Krebs e gli ioni idrogeno (H+) liberati passano alla catena di trasporto degli elettroni, formando come prodotti finali ATP, H2O e CO2 come avviene nell'ossidazione degli zuccheri.
Tuttavia i carboidrati producono più energia:
- ossidando lipidi (FA) la molecola di ossigeno produce 5,6 moli di ATP;
- ossidando glucidi (CHO) la molecola di ossigeno produce 6,3 moli di ATP;

### Prevalenza dei substrati
Il sistema aerobico sfrutta diversamente i substrati a seconda dell'intensità dello sforzo e della disponibilità di nutrienti. La fosforilazione ossidativa può metabolizzare carboidrati e lipidi, e ha la possibilità di metabolizzare anche le proteine, le quali però, in condizioni normali, non sono metabolizzate. Ciò avviene nei casi di digiuno prolungato ed esercizi troppo protratti, in cui fino al 10% di questi substrati può arrivare a coprire la domanda energetica. In condizioni normali a riposo, il corpo ricava 1/3 dell'ATP dai carboidrati e 2/3 dai lipidi. Durante l'esercizio fisico avviene un graduale passaggio verso un impiego sempre maggiore di carboidrati e sempre inferiore di lipidi con l'incrementare dell'intensità dell'esercizio. Durante l'esercizio fisico massimale il muscolo metabolizza circa il 100% di carboidrati se sono presenti sufficienti scorte di tale nutriente. Mentre con l'incremento dell'intensità, l'impiego di FFA plasmatici e quindi la lipolisi non aumenta e rimane circa il medesimo di quello riscontrato al 65% del VO2max, ma incrementa il consumo di glicogeno muscolare e del glucosio ematico. Uno sforzo ulteriormente intenso richiede un aumentato impiego di fonti glucidiche, ovvero glicogeno muscolare e glucosio ematico. Sforzi molto intensi sono resi possibili solo dall'ossidazione di glucidi, sforzi mediamente intensi e di durata superiore, richiedono l'utilizzo di fonti glucidiche e lipidiche. Durante un esercizio fisico di durata ad intensità massimale, il muscolo metabolizza il 100% dei carboidrati, se questi sono sufficientemente disponibili. Anche la durata o volume dello sforzo impone un diverso impiego dei substrati: con breve durata, glucidi e lipidi sono impiegati al 50%, e di questo 50% di lipidi, i 37% è dato da FFA. Dopo la terza ora l'utilizzo di lipidi sale al 70% con il 50% di FFA. L'intaccamento delle scorte lipidiche nel tessuto adiposo e nel muscolo scheletrico avviene più rilevantemente ad intensità medie (65% VO2max), dove il turnover degli FFA non riesce a soddisfare le richieste energetiche.
Uno studio molto importante (Romijn, 1993) condotto su ciclisti professionisti ha cercato di determinare più precisamente il grado di impiego dei diversi substrati a diverse intensità. In questa ricerca si concludeva sinteticamente che l'impiego di glucosio e l'ossidazione di glicogeno incrementano di pari passo con l'intensità dell'esercizio aerobico assieme ad una progressiva riduzione del rilascio degli acidi grassi nel plasma; mentre la lipolisi periferica (l'impiego di grassi) viene stimolata al massimo con l'esercizio a basse intensità:
- al 25% del VO2max, l'80% del combustibile impiegato è rappresentato dai lipidi plasmatici provenienti dal tessuto adiposo;
- al 65% del VO2max, il glicogeno muscolare copre la maggior parte della richiesta energetica, ma il 50% dell'energia proviene dagli acidi grassi plasmatici e dai trigliceridi intramuscolari;
- all'85% del VO2max, oltre il 60% della richiesta energetica proviene dal glicogeno muscolare, mentre solo il 28% è coperto dagli acidi grassi.

Dunque, da quanto riscontrato anche da studi successivi (Thompson, 1998), l'attività aerobica di bassa intensità (33% VO2max) e di lunga durata o alto volume (90 min), risultano in una maggiore ossidazione totale di grassi rispetto all'attività fisica di intensità moderata (66% VO2max) e durata più ridotta (45 min), ma dal simile dispendio calorico.
Il motivo delle diverse priorità di utilizzo dei substrati dipende dal fatto che gli acidi grassi contengono più atomi di idrogeno (H) rispetto al glucosio, e quindi apportano più energia per la rigenerazione dell'ATP; gli acidi grassi pur apportando più del doppio delle calorie dei carboidrati (9 kcal contro le 4 kcal dei glucidi), sono più carenti di ossigeno (O2) e per questo hanno una resa energetica inferiore. Soprattutto se si rapportano alla quantità di ATP ottenuta per litro di ossigeno.
- 1 molecola di palmitato o acido palmitico (l'acido grasso stoccato nei depositi) apporta 129 ATP
- 1 molecola di glucosio (carboidrato semplice o zucchero) apporta 39 ATP

Questa differenza tra la priorità di utilizzo dei substrati suddivide il sistema aerobico in due sottocategorie:

#### Glucidi
Il metabolismo aerobico dei carboidrati e del glicogeno inizia nella stessa modalità della glicolisi anaerobica (anaerobico lattacido). In questo caso però, grazie alla presenza di ossigeno sufficiente, il piruvato non viene convertito ad acido lattico, ma ha accesso a due distinte serie di reazioni chimiche chiamate Ciclo di Krebs e catena di trasporto degli elettroni. Queste reazioni infine producono anidride carbonica, che viene espulsa tramite i polmoni e l'acqua. L'acqua è prodotta combinando le molecole di idrogeno con l'ossigeno che era stato introdotto tramite la respirazione. Ben 38 molecole di ATP possono essere prodotte dalla metabolizzazione delle molecole di glucosio.

#### Lipidi
Il metabolismo aerobico dei lipidi non ha inizio con la glicolisi. I grassi passano attraverso una serie di reazioni chiamate β-ossidazione, per poi entrare direttamente nel Ciclo di Krebs. I prodotti finali del metabolismo lipidico sono comunque acqua, anidride carbonica, e ATP.

#### Aerobico lipidico
L'aerobico lipidico è il sistema ossidativo prevalente in condizioni di riposo, e in sforzi aerobici di bassa e modesta intensità, in cui l'ossigeno favorisce prevalentemente l'ossidazione di lipidi (trigliceridi/acidi grassi). Con l'aumentare dell'intensità dello sforzo aerobico incrementa il consumo dei carboidrati, e si riduce l'impiego di lipidi. Esso si mantiene entro un'intensità di circa il 70-75% del VO2max.

#### Aerobico glucidico
Il cosiddetto aerobico glucidico prevale invece negli sforzi più intensi, dove l'ossigeno causa una maggiore combustione di carboidrati (glicogeno/glucosio). Esso subentra all'aerobico lipidico nel punto di intensità in cui i carboidrati diventano il carburante principale. Questo si attiva dopo circa il 70-75% del VO2max. Il punto di passaggio dal sistema aerobico lipidico al aerobico glucidico, cioè il punto in cui l'energia derivata dai carboidrati prevale su quella derivata dai grassi, è stato da alcuni denominato crossover.

### Soglia anaerobica
Incrementando l'intensità dello sforzo aerobico all'interno del sistema aerobico glucidico si finisce per toccare la soglia anaerobica, che può essere definita come l'intensità limite, in un determinato range di intensità più o meno definito, oltre la quale si verifica un accumulo progressivo di lattato nel sangue, non strettamente a causa di una carenza di ossigeno. La soglia anaerobica è il punto in cui, durante l'esercizio di durata, il nostro organismo comincia ad accumulare nei muscoli acido lattico in forma critica. Questo perché l'ossigeno da solo non basta più a bruciare il carburante necessario (soprattutto carboidrati) per sostenere lo sforzo, quindi dal sistema aerobico glucidico, avviene il passaggio al sistema anaerobico lattacido. Ciò comporta però la produzione di acido lattico che si accumula sempre più nei muscoli sino a che questi divengono impossibilitati continuare il lavoro. La soglia anaerobica (correlata al sistema anaerobico lattacido) viene raggiunta nel caso di lavori di durata che superano la soglia aerobica. Si potrà parlare a tal proposito di una frequenza cardiaca collocata approssimativamente tra l'85% e il 90% della frequenza cardiaca massima (FC max o HR max), equivalenti di circa il 75 e l'85% del VO2max rispettivamente, anche se l'individuazione di tale soglia varia da individuo a individuo, e viene stabilita con precisione mediante determinati test (come il test di Conconi).

### Alimentazione e integrazione
Il regime alimentare influisce sia sulla performance che sull'impiego dei substrati. Il massimo consumo di lipidi durante l'attività di endurance è favorito da una dieta a basso tenore di carboidrati a favore di lipidi e proteine. Questo impone una riduzione dell'intensità e della durata dell'esercizio, oltre che ridotte riserve di glicogeno. Al contrario, una dieta ad alto tenore di carboidrati impone un ridotto impiego di lipidi durante l'attività a favore dei glucidi, e incrementa le prestazioni e la durata, grazie alla maggiore disponibilità di glucosio e anche alle maggiori scorte di glicogeno.
Sebbene l'assunzione di carboidrati prima e durante l'esercizio aggiunga un substrato esogeno al corpo, questo sopprime la mobilitazione degli acidi grassi nel plasma e la loro ossidazione. Ad esempio, l'assunzione di bevande a base di glucidi durante l'attività aerobica, sebbene favoriscano un miglioramento della prestazione, e una riduzione dell'utilizzo del glicogeno muscolare, determinano anche una riduzione dell'ossidazione di lipidi. Infatti l'alta disponibilità di carboidrati prima dell'esercizio aerobico è associata ad un incremento del glucosio ematico e della concentrazione di insulina, che causa una soppressione della lipolisi del tessuto adiposo e quindi della disponibilità di FFA. L'incremento delle concentrazioni di glucosio hanno mostrato ridurre l'ossidazione di lipidi inibendo direttamente il trasporto di FFA nelle membrane mitocondriali. Sembra che i carboidrati giochino un ruolo fortemente inibitorio sulla lipolisi: la mobilizzazione dei lipidi è meno influenzata dalla stimolazione catecolamine-dipendente dei recettori beta-adrenergici (data dall'attività fisica), che dalla diminuzione dell'insulina plasmatica (data dall'ingestione di carboidrati).
L'ossidazione comunque viene maggiormente ridotta con l'assunzione di carboidrati ad alto indice glicemico (IG), rispetto a carboidrati a basso indice glicemico.

## Aerobica e lipolisi
Uno dei motivi più comuni per cui si ricorre all'attività aerobica è quello di ridurre i depositi di grasso corporeo depositato nel tessuto adiposo (trigliceridi), e quindi di enfatizzare il processo metabolico della lipolisi. La caratteristica del sistema energetico aerobico è infatti quella di ossidare lipidi e glucidi, con una prevalenza dell'uno o dell'altro substrato a seconda di diverse variabili. A determinare il dimagrimento infatti non è tanto il deficit calorico eventuale che si viene a creare con l'allenamento, ma una serie di eventi e modifiche metaboliche e fisiologiche determinate dall'attività stessa e dall'alimentazione, che inducono dei miglioramenti sul lungo termine sotto il profilo dell'efficienza metabolica del corpo. Il dispendio calorico totale non rivela la provenienza delle calorie spese, che possono derivare da molteplici fonti: acidi grassi liberi (FFA) plasmatici, glicogeno muscolare, glicogeno epatico, glucosio ematico, carboidrati e lipidi assunti con la dieta, trigliceridi depositati nel tessuto adiposo, trigliceridi intramuscolari (IMTG), proteine/amminoacidi, o altri substrati glucogenetici quali glicerolo, lattato e piruvato. Ad esempio, in un ipotetico caso di prestazioni ad intensità elevate e una durata ridotta, o a basse intensità e lunga durata, a parità di dispendio calorico in entrambe le sedute, prevalgono rispettivamente glucidi nel primo caso e lipidi nel secondo. Le proteine/amminoacidi, possibile substrato impiegato nell'attività di endurance, in realtà non sono significativamente metabolizzati in condizioni normali. Ciò avviene nei casi di digiuno prolungato ed esercizi troppo protratti, in cui fino al 10% di questi substrati può arrivare a coprire la domanda energetica. Quindi di per sé la mera valutazione del dispendio calorico non lascia intendere se l'allenamento è stato produttivo ai fini dell'impiego di trigliceridi depositati nel tessuto adiposo, cioè il substrato che interessa intaccare per ridurre le riserve di grasso, ma, a seconda di alcune misure prese, è possibile massimizzare il dispendio calorico a carico dei lipidi piuttosto che dei glucidi o altri substrati. Spesso non si considerano molti fattori più specifici che possono condizionare la lipolisi, in positivo o in negativo. A differenza di tessuti come il muscolo scheletrico, che ricavano gli FFA dal plasma sanguigno, nel tessuto adiposo il flusso degli acidi grassi attraverso la membrana cellulare è bidirezionale: verso l'esterno nei periodi di netta mobilizzazione dei grassi, come durante il digiuno e l'esercizio fisico, e verso l'interno durante il periodo post-prandiale.
Come accennato nei punti precedenti:
- la manipolazione dietetica gioca un ruolo fondamentale[26]: una dieta ricca di glucidi, e la loro assunzione nelle ore precedenti, o durante l'attività stessa, blocca o inibisce questo processo[27], in tal senso si sottolinea che in questo caso il dispendio calorico si sposta maggiormente a carico dei glucidi e meno dei lipidi;
- il rapporto tra intensità e volume di allenamento determinano una variabilità nell'impiego dei substrati[26]: a basse intensità e alto volume si intensifica l'impiego di lipidi e rimane ridotto l'impiego di glucidi, mentre a medie e alte intensità e bassi volumi, si intensifica l'impiego di glucidi e di riduce quello di lipidi;[12][26]
- esistono quindi zone di intensità relativa che sono più adatte per la combustione di lipidi;
- alcune macchine cardio sono in grado di accentuare il dispendio calorico e la lipolisi rispetto ad altre a parità di intensità:[28] è il caso dei macchinari che mobilitano completamente il corpo evitando la componente statica, e che impongono il carico antigravitario;
- lo stato di allenamento condiziona la lipolisi[26]: per gli atleti allenati la zona lipolitica è diversa rispetto a quella della media dei soggetti;[27]
- la combustione di lipidi può variare anche in base al sesso;[29]

In linea generale la percentuale allenante sulla frequenza cardiaca in cui risulta più spiccata la lipolisi è unanimemente riconosciuta tra il 65 e il 75% della FC sul calcolo di Karvonen (FCris), oppure tra il 60 e il 65% sul VO2max. La lipolisi dei lipidi (trigliceridi) depositati viene raggiunta con almeno 20 minuti di attività protratta. Spesso però non si considera che questi dati si riferiscono all'attività eseguita sul treadmill (tapis roulant), quindi subiscono una variazione su altre macchine, come ad esempio il cicloergometro. Consultando alcuni studi clinici, i quali solitamente valutano l'intensità relativa soprattutto del VO2max piuttosto che della FCris, emergono ulteriori dati interessanti e non sempre dal risultato univoco: Holloszy et al. riconoscono una zona lipolitica approssimativamente tra il 55 e il 75% del VO2max; Turcotte (1999) riconosce il massimo range lipolitico tra il 60 e 65% del VO2max; Achten et al. (2002) riconoscono il range massimo lipolitico tra il 55 e 72%; Knechtle et al. individuano un maggior dispendio lipidico al 75% rispetto al 65 o al 55%; Achten e Jeukendrup (2004) riconoscono una differenza tra gli individui allenati e non, con una zona tra il 59 e il 64% per gli allenati, e tra 47 e 52% per la media della popolazione; Capostagno e Bosch (2011) riconoscono la massima combustione di lipidi al 75% del VO2max. Da quanto emerge, pare che non esista una zona lipolitica troppo definita dal calcolo della percentuale allenante sul VO2max, con un range molto ampio con minime che si aggirano attorno al 50% e massime attorno al 75%, quindi con un valore medio indicativo di 62,5%, una media che rientra nel range del 60-65% del VO2max generalmente riconosciuto come la zona lipolitica.
Per quanto riguarda le macchine aerobiche, a parità di intensità il treadmill (tapis roulant) consente un'ossidazione di lipidi notevolmente maggiore rispetto alla ciclette (cicloergometro), arrivando anche ad una differenza del 28% in più. Sembra inoltre che le donne riescano ad ossidare più lipidi rispetto agli uomini a parità di intensità sul totale dispendio calorico.

### Lipolisi e stato di allenamento
L'allenamento di endurance incide sull'utilizzo di substrati e sulla capacità di dare luogo ad uno shift metabolico che porta ad una maggiore ossidazione di lipidi riducendo il catabolismo del glicogeno durante l'esercizio. Gli atleti allenati sono capaci di bruciare più lipidi ad alte intensità rispetto ai soggetti non allenati per via di adattamenti muscolari e ormonali alla regolare attività fisica. I soggetti allenati secernono minori quantità di catecolammine e presentano un'inferiore concentrazione di FFA ematici, permettendo agli atleti di sfruttare maggiormente i depositi di trigliceridi intramuscolari, che aumentano di dimensioni per risultato dell'esercizio di endurance. Inoltre, gli adattamenti muscolari contribuiscono ad un maggiore stimolo sull'ossidazione di grassi negli atleti allenati:
- aumentata densità mitocondriale;
- aumentato numero di enzimi ossidativi;
- aumento della densità capillare;
- aumento della concentrazione di proteine leganti degli FFA;
- aumento della concentrazione degli enzimi carnitina palmitoil transferasi 1 e 2;

L'incremento della densità capillare e del numero di enzimi ossidativi nel muscolo allenato aumenta la capacità di ossidare grasso e di sintentizzare ATP mediante fosforilazione ossidativa. L'aumento della densità capillare migliora il trasporto di acidi grassi al muscolo, e aumenta la concentrazione di proteine leganti per facilitare la maggiore richiesta di acidi grassi trasportati nel sarcolemma. Quando il muscolo scheletrico presenta una maggiore concentrazione enzimatica di carnitina palmitoil transferasi, più acidi grassi possono essere trasportati alla membrana mitocondriale per essere ossidati e usati come combustibile. Un fattore che sembra non essere influenzato dall'endurance è la lipolisi nel tessuto adiposo, come mostrati da tassi lipolitici simili alla stessa intensità assoluta a seguito dell'attività di endurance.

## VO2max
Il VO2max (massimo consumo di ossigeno) è definibile come il volume massimo di ossigeno che un essere umano può consumare in un'unità di tempo per la contrazione muscolare. Esso è strettamente correlato all'efficienza dell'apparato cardiaco, attraverso la frequenza cardiaca (FC), il sistema respiratorio, la presenza di ossigeno nel sangue, e alla funzionalità circolatoria periferica e metabolica cellulare. Un alto VO2max è sinonimo di una grande capacità di produrre energia, quindi dell'efficienza dello sforzo. L'incremento del parametro VO2max significa incremento del potenziale energetico. Il VO2max può essere aumentato con gli allenamenti. Mentre un individuo sedentario ha un VO2 max medio di 40 ml /kg/min, un soggetto allenato può incrementare tale valore anche del 100%.
Maggiori sono le richieste energetiche, maggiore è il volume di ossigeno utilizzato. Quando l'incremento della quantità di ossigeno si stabilizza e non subisce più variazioni, nonostante un ulteriore incremento dello sforzo, significa che si è raggiunto il VO2max.
Per calcolare il VO2max bisogna ricorrere ad alcune metodiche come la spirometria o l'analisi del sangue per determinare la concentrazione di lattato ematico, che nel caso specifico della soglia aerobica equivale a 2 mmol/L.

## Frequenza cardiaca allenante
Poiché risulta difficile calcolare il VO2max per l'uso di apparecchiature e test specifici, è stato possibile calcolare i valori della frequenza cardiaca massima (FC max, o HR max, dall'inglese Heart rate max) teorica per poter risalire al grado di intensità dello sforzo durante la performance sportiva, e poter ottenere delle indicazioni abbastanza precise sul tipo di allenamento che si sta svolgendo. Ad ogni percentuale di questo valore massimo infatti si ottiene un determinato stimolo, che può essere, una soglia utile per ampliare il letto capillare, una adatta al massimo consumo di grassi, o un allenamento cardiovascolare o di resistenza. A questo proposito sono state proposte diverse formule, che nel tempo sono state rese sempre più precise:
Formula di Cooper (FCmax):
220 - età = FC max
FC max x % allenante = FC allenante
da questo risultato si può risalire alla percentuale allenante ricercata. La formula di Cooper assume un valore molto indicativo, in quanto non tiene conto della frequenza cardiaca a riposo di un soggetto, ma può andare bene come indicazione di massime in quanto sottostima la reale frequenza cardiaca della persona.
Formula di Karvonen (FCris):

Per risolvere il problema della formula di Cooper, negli anni settanta il professor Martti Karvonen, partendo sempre dal calcolo di Cooper, introdusse la sua formula, che prevedeva la cosiddetta "frequenza cardiaca di riserva". Tale metodo prende in considerazione la frequenza cardiaca a riposo della persona, e risulta quindi molto più personalizzata sulle capacità cardiache di un singolo soggetto. Al contrario della formula di Cooper, quella di Karvonen può trovare un corrispettivo valore del VO2max.
220 - età = FC max - FC a riposo = FC di riserva
FC di riserva x % allenante (della FC di riserva) + FC a riposo = FC allenante
Formula di Tanaka:
La più recente formula, risalente al 2001, è stata scoperta dal professor Hirofumi Tanaka, che si presenta più precisa di quella di Cooper, ma che si rivela ancora poco individualizzata poiché non tiene conto della frequenza cardiaca basale a riposo della persona:
208 - (0,7 x età) = FC max
FC max x % allenante = FC allenante

## Zone di intensità
Una volta stabilita la percentuale allenante della frequenza cardiaca tramite formule più o meno precise, è possibile risalire all'intensità relativa, per poter ottenere diversi risultati dalla prestazione. In generale le zone sono 5:
- Zona 1 (molto leggero): raggiungibile tra il 50 e il 65% della FC max, è un'attività blanda, ideale come prestazione tonificante, capillarizzante, riabilitativa, per mantenersi in forma. La zona 1 è definita la "fascia capillarizzante", utile a ridurre le resistenze periferiche, aumentare il numero dei capillari e rafforzare la struttura del letto vascolare, e diminuire la pressione. Il principale substrato energetico utilizzato, considerando anche le giuste scelte alimentari, sono principalmente i lipidi plasmatici (sistema aerobico lipidico).
- Zona 2 (leggero): raggiungibile tra il 65 e il 75% della FC max, è per definizione il range di intensità adatto al massimo consumo di lipidi a scopo energetico (lipolisi), adatto anche per la prestazione di durata. La zona 2 è quindi generalmente definibile come la "fascia lipolitica". Verso le zone alte di questo range inizia ad avviarsi un importante consumo di carboidrati (transizione o punto di "crossover", dal sistema aerobico lipidico al sistema aerobico glucidico).
- Zona 3 (moderato): raggiungibile tra il 75 e l'85% della FC max, è l'allenamento adatto al miglioramento della prestazione e capacità cardiovascolare e cardiorespiratoria, della resistenza, e della potenza aerobica. In questo range (80-85% FCris Karvonen) si raggiunge il punto di "crossover, cioè una zona di intensità in cui cominciano a prevalere i glucidi come principale substrato energetico, risultando pienamente nel sistema aerobico glucidico.
- Zona 4 (elevato): tra l'85 e il 90% della FC max, rappresenta approssimativamente la soglia anaerobica, oltre il quale vengono utilizzate esclusivamente riserve glucidiche per la prestazione. È un allenamento di potenza anaerobica lattacida utile per lo sprint o la preparazione atletica, ma è sconsigliato se non da parte di atleti esperti. Entro questo range, il sistema aerobico quindi si arresta a favore del sistema anaerobico lattacido.
- Zona 5 (massimale): tra il 90 e il 100% della FC max, è una prestazione che non può essere mantenuta se non per brevissimi periodi. È il range della soglia alattacida, in cui subentra il sistema anaerobico alattacido con il consumo dei fosfati muscolari (ATP, creatinfosfato).

## Correlazione tra VO2max e frequenza cardiaca
La correlazione tra le percentuali del VO2max e della frequenza cardiaca è stata spesso comparata, tuttavia rimane una media dei valori, di carattere approssimativo e indicativo, e varia da parte di diverse fonti. Si precisa comunque che queste correlazioni hanno una validità solo adoperando il metodo di calcolo di Karvonen (FCris), e quindi valutando la frequenza cardiaca a riposo. Inoltre queste correlazioni hanno un valore relativo poiché si relazionano ad un determinato esercizio, ma subiscono una variazione in base al tipo di sforzo aerobico o al tipo di macchina aerobica: sulla ciclette (o cicloergometro) la percentuale di FCris risulta più bassa della percentuale del VO2max; sul treadmill (tapis roulant) e sullo stepper c'è invece una correlazione molto stretta tra i 2 parametri (60% FCris = 60% VO2max); sul vogatore (o remoergometro) la FCris risulta più alta della percentuale rispettiva del VO2max, ecc.
Alcuni esempi:
- 50% FC max = 28% VO2max
- 60% FC max = 40% VO2max
- 70% FC max = 58% VO2max
- 80% FC max = 70% VO2max
- 90% FC max = 83% VO2max
- 100% FC max = 100% VO2max[30]

- 50% FC max = 35% VO2max
- 60% FC max = 48% VO2max
- 70% FC max = 60% VO2max
- 80% FC max = 73% VO2max
- 90% FC max = 86% VO2max
- 100% FC max = 100% VO2max

- 66% FC max = 50% VO2max
- 70% FC max = 58% VO2max
- 74% FC max = 60% VO2max
- 77% FC max = 65% VO2max
- 81% FC max = 70% VO2max
- 85% FC max = 75% VO2max
- 88% FC max = 80% VO2max
- 92% FC max = 85% VO2max
- 96% FC max = 90% VO2max
- 100% FC max = 100% VO2max